# Waldenburg (Attendorn)
Die Waldenburg ist die Ruine einer Höhenburg in der Nähe der Stadt Attendorn in Nordrhein-Westfalen, Deutschland. Sie ist das älteste bekannte Bauwerk im Kreis Olpe und gilt als Keimzelle der kommunalen Selbstverwaltung in der Region. Im 17. Jahrhundert entstand dort die nur kurze Zeit bestehende Kommende Waldenburg des Deutschen Ordens. Die Burgruine liegt heute im Naturschutzgebiet Waldenburg.

## Lage

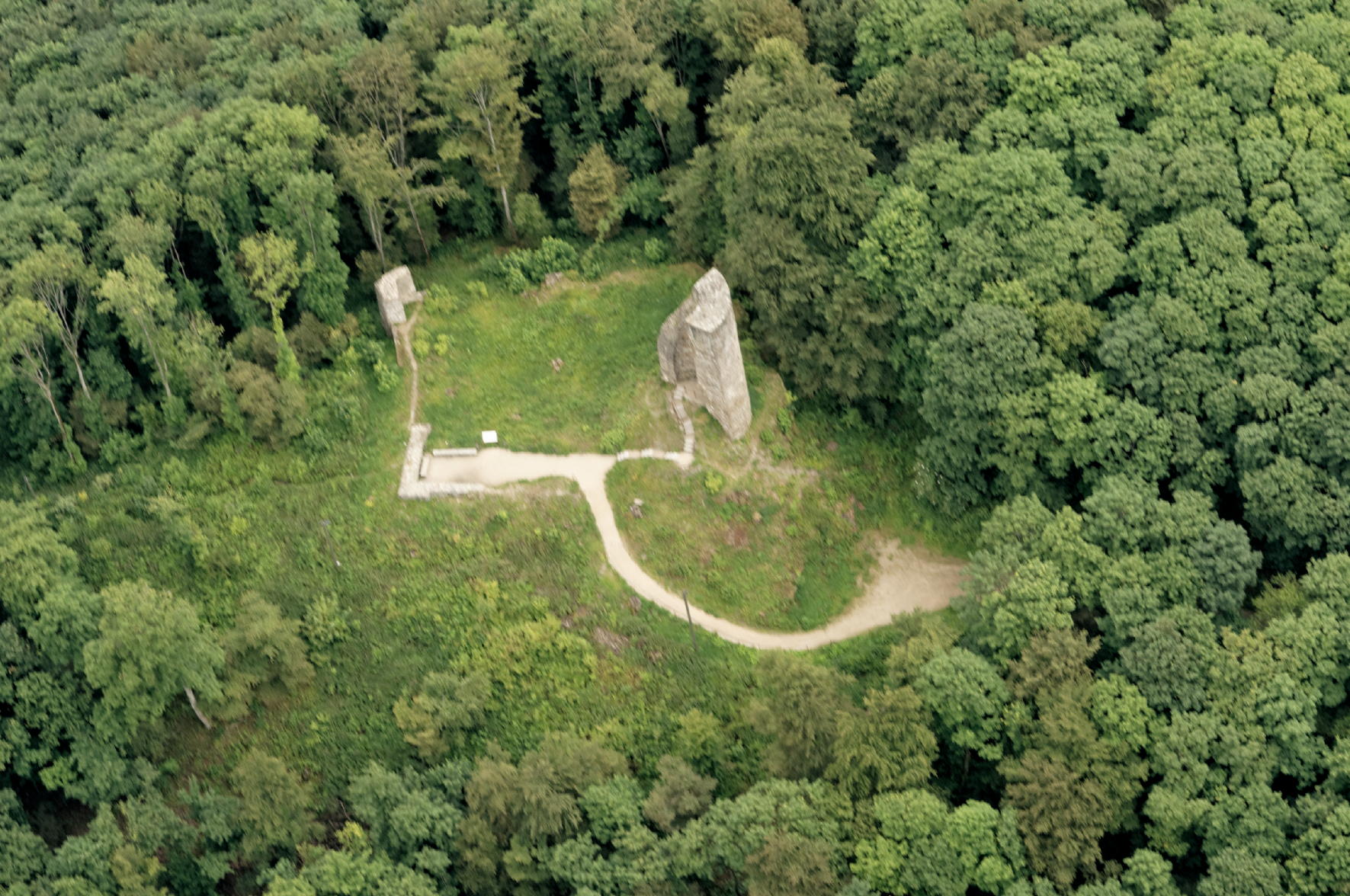
Luftaufnahme (2014)

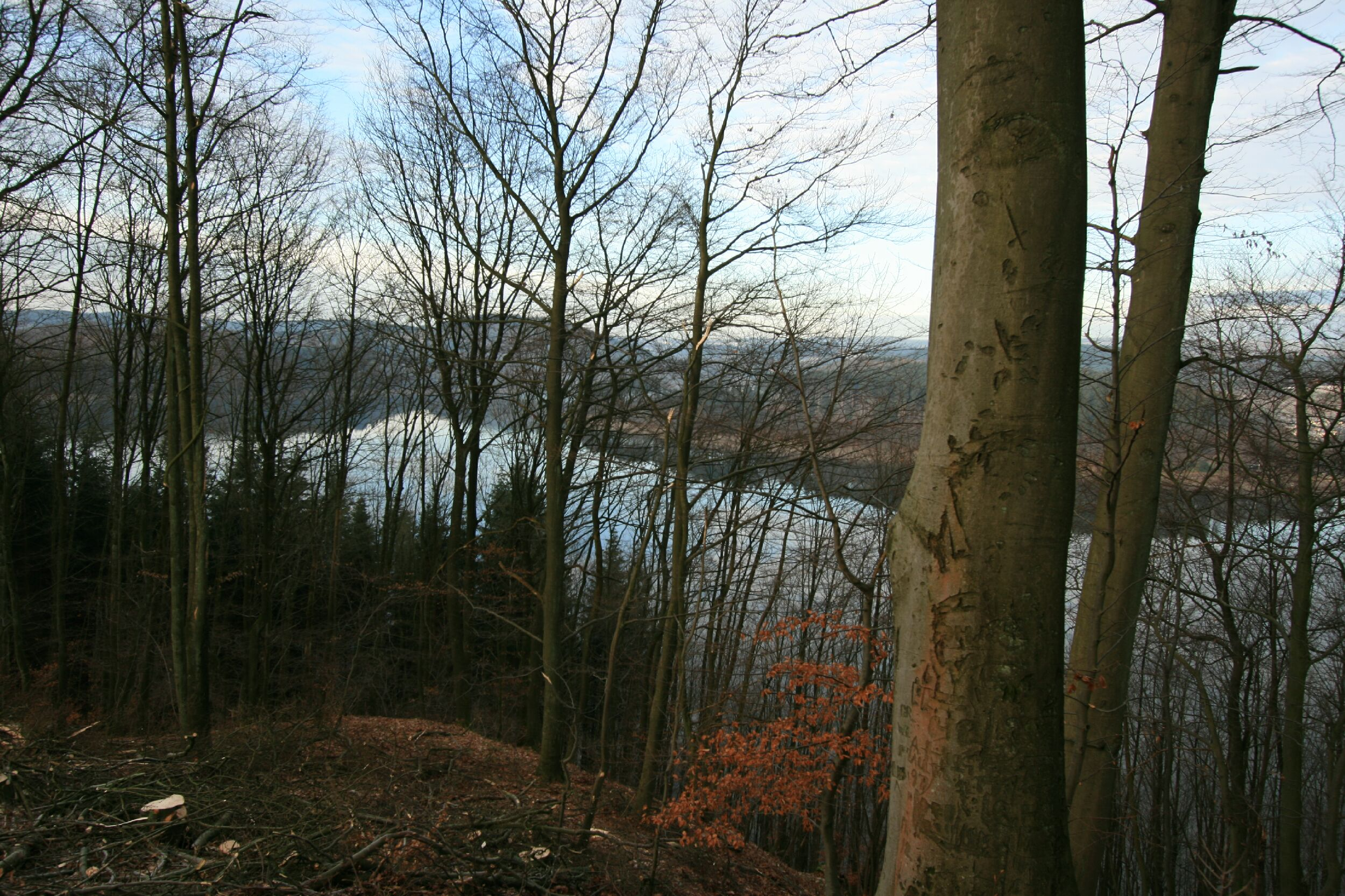
Blick ins Biggetal

Die Burgruine liegt auf einem nach drei Seiten steil abfallenden Bergsporn auf 370 Metern unmittelbar an der Biggetalsperre im Sauerland. Östlich der Burganlage verläuft das ansteigende Seitental, welches im Bereich der Burg von Nordost in südwestliche Richtung, später in südliche Richtung abknickt. An der Nordwestseite verläuft von Westen kommend, dann in einer Schleife nordöstlich verlaufend, danach in nordwestliche Richtung um den Dünekenberg, das herumführende Tal der Bigge.

## Beschreibung der Burg

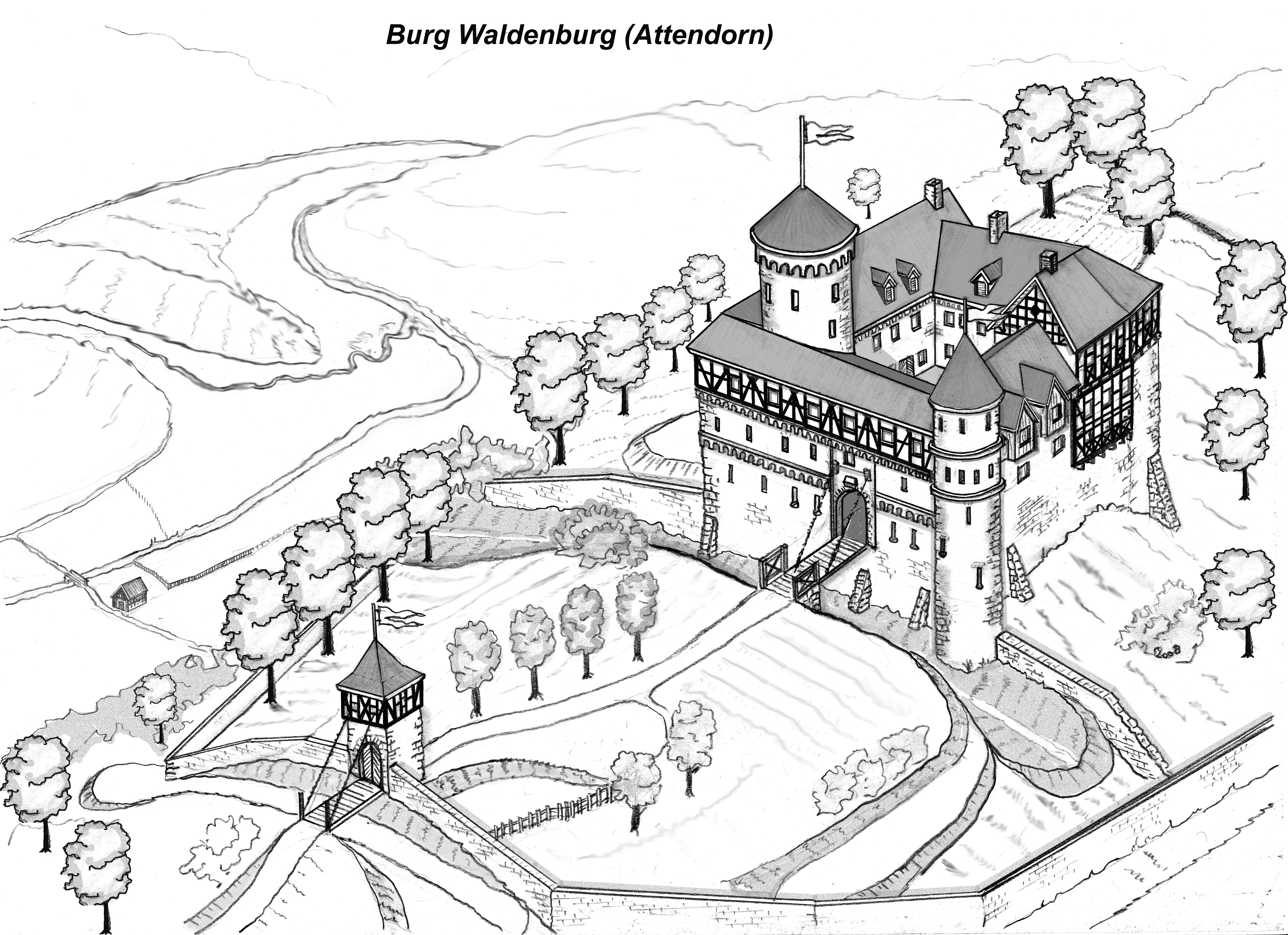
Rekonstruktion der Waldenburg nach Heimatstimmen aus dem Kreis Olpe, 59/89 ff.

Die Zuwegung zur Burg erfolgte früher aus dem Bremgetal über Bürberg oder durch einen Hohlweg, welcher aus dem Biggetal (265 Meter) herauf und durch das Seitental von Südwesten in die Burg führte. Über drei tiefe Abschnittsgräben im Abstand von je 100 m, welche den Bergkamm in Querrichtung abriegelten, gelangte man vermutlich über Zugbrücken in die eigentliche Burg. Nach den alten Beschreibungen und Urkunden müssen zwischen diesen Gräben noch Wirtschafts- und/oder Wohngebäude gestanden haben. Von der Burg aus konnte man weit das obere Biggetal und Listertal sowie auf den Worbscheid, Erbscheid, den Höhenzug des Ebbegebirges und insbesondere die von Meinerzhagen kommende und über Elspe in Richtung Wormbach führende Heidenstraße in Teilstücken überblicken. Der direkte Blick in die damals mauerumwehrte Stadt Attendorn wird durch den Dünnekenberg versperrt. Auch zur 3 km entfernten Burg Schnellenberg besteht wegen des dazwischenliegenden Rappelsberges keine Sichtverbindung. Möglicherweise hat dies beim Anlegen der Stadt und der Burg aus strategischen Gründen eine Rolle gespielt. Zu Füßen der Burg lagen die später erbaute Waldenburger Kapelle und das Forsthaus Waldenburg.
In unmittelbarer Nähe der Waldenburg führte die mit doppeltem Graben und Wall gesicherte Grenze der Herrschaft Bilstein vorbei. Nach einem Protokoll vom 13. Juni 1778 führten „die Richter, Scheffen und Vorsteher auf dem Höhenweg bei dem Ausschuß sich fanden, wurde der Zug obig Bürberg über den Windhagen hinaus bis auf den Dahl an die Waldenburger Waldung, woselbst dem Ausschuß der Branntwein zur Labung gereicht wurde, continuiert und so fort längst die Waldenburger Berge herauf bis auf den sogenannten Keller, von dort durch den Rappelsberg ohnweit des Galgens, also daß dieser Galgen etwa 40 Schritt linker Hand blieben, woselbst ein Marquetender aus Attendorn, Franz Zeppenfeld, mit Weck stunde, und ihme solche zum Wahrzeichen abgekaufet wurde, weiter die Legelmicke herunter, woselbst 3 Bäume geplacket, demnächst längs den Thiergarten obig den Baumhoff heraus bis an das Leimer Seiffen, dieses Seiffen herunter bis an den Biggefluß, fort diesen Biggefluß nach längst die Dähmer Felder und längst das Haus Ahausen bis auf die Ahauser Brücke, allwohe mitten auf der Brücke die Amts Bilsteinische Fahne geschwenket und von dem Ausschuß das Gewehr losgeschossen wurde. Wie nun durch die Tageshitze und Ersteigung der Berge der Zug abgemattet war, wurde von der Ahauser Brücke marschieret nach Kirchhelden, woselbst zu übernachten, und, weilen morgen Sonntag, der Messe beizuwohnen, Rasttag gemacht wurde“.
Die Burg selber bestand aus einem Wohngebäude neben dem großen Turm, welches nordwestlich zur Seite des Biggetals lag. Auf der gegenüberliegenden Seite lagen die Stallungen und Scheunen und zwischen den vorgenannten Gebäuden, den nordöstlichen Abschluss bildend, das Back- und Brauhaus. Zwischen Turm und Stall gab es das Torhaus, was den Innenhof mit den anderen Gebäuden umschloss.
Bei einer Inventarisierung im Jahre 1638 sind nachstehende Räumlichkeiten aufgelistet worden.
- Große Stube mit Nebenkammer und Küche mit Stübchen für die Küchenmagd.
- Neben dem Wohngebäude lag das Back- und Brauhaus
- Gegenüber über dem Burghof lag der Stall mit 13 Kühen, 4 Rindern, 1 Ochsen, 4 Schweinen und 25 Ziegen.
- Daneben lag der Pferdestall für 3 Pferde, der den Übergang zur Scheune bildete.
- In der Scheune wurden Wagen und Karren sowie Ackergeräte aufbewahrt.
- Neben dem großen Turm lag das Torhäuschen, in dem sich die Schreibstube und zwei weitere Kammern befanden.
- Im Obergeschoss des Wohnhauses befand sich die Uhrwerkskammer, in der die Burg- und Hofuhr aufgestellt war.
- Daneben lag eine Schlafkammer und weiter der große Saal, welcher vermutlich die gesamte Hausbreite einnahm.
- Vor dem Saal befand sich das Treppenhaus, welches ins Dachgeschoss führte.
- Hier lag die Knechtkammer, der übrige freie Raum wurde als sogenannter kleiner Kornboden genutzt.
- Im obersten Dachgeschoss (Spitzboden) speicherte man das Korn, hängte Hasen- und Rehfelle zum Trocknen auf und stellte den Webstuhl im Sommer ab.
- In einem kleinen Giebelkämmerchen vor dem Kornboden war ein Platz für ein Bett, welches dem Verwalter gehörte.
- Im Keller lagen das 3-ohmige Fass mit Bier und eine Futterkiste mit dazugehörigen Scheffeln.

## Geschichte

### Ezzonen und Grafen von Zütphen (bis 1120)

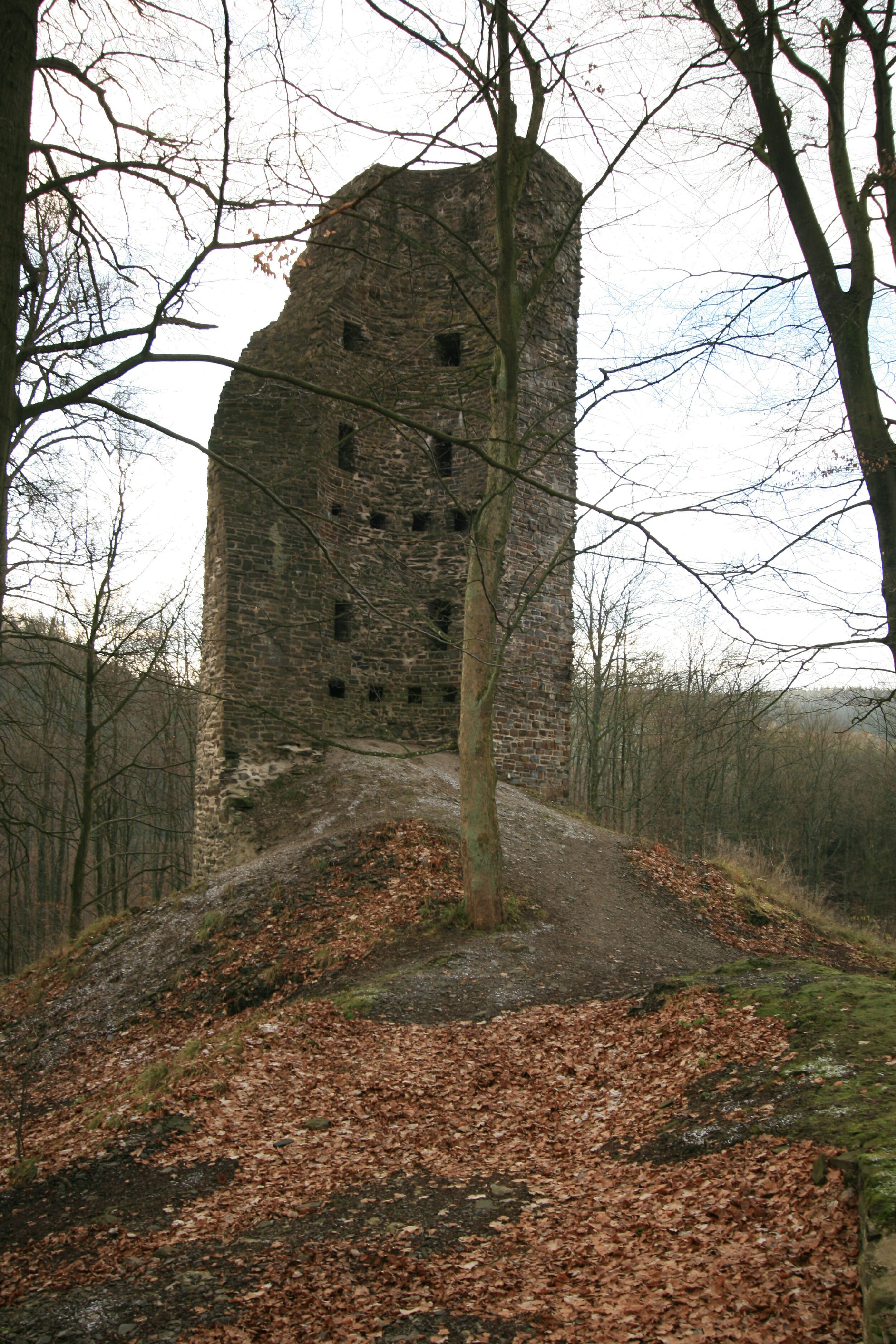
Ruine Waldenburg, Blick nach Süd-West

Die Waldenburg muss spätestens im 10. Jahrhundert errichtet worden sein. Die gleichnamige Grafschaft wurde vermutlich von Kaiser Otto II. an seinen Schwiegersohn Graf Ezzo von Lothringen, der seine Tochter Mathilde heiratete, als Eigengut der Ezzonen verliehen. Später ging die Herrschaft an den erstgeborenen Sohn Ludolf, zugleich Vogt der Abtei Brauweiler über, der durch seine Ehe zudem Graf von Zutphen wurde.
Aus der Ehe Liudolfs mit Mathilde von Zütphen gingen als Kinder hervor: Heinrich († nach 31. Oktober 1031), Konrad (Kuno) und Adelheid. Da Konrad 1053 verstarb, wurde seine Schwester Adelheid Erbin ihres Bruders, und somit Besitzerin der Waldenburg. Sie heiratete Gottschalk von Zutphen, († 1063), Graf im Agradingau, Emsgau, Hettergau, von Twente in Westfalen, sowie ab 1046 Graf im nördlichen Hamaland mit der Hauptstadt Zutphen. Dieser Ehe entsprangen drei Söhne, von denen Otto II. von Zutphen (* 1050) als Zweitgeborenem das Erbe der Mutter und damit auch die Waldenburg zugesprochen wurde. Der erste Sohn Ottos, Heinrich I. Graf von Zutphen, Vogt von Corvey (* 1080), war 1114 am Aufstand gegen Kaiser Heinrich V. beteiligt. Er starb um 1120; mit ihm endete die männliche Linie der Grafen von Zutphen. Das Erbe fiel an seine Schwester Emmengard: Die Burg Waldenburg mit der Grafschaft kam als mütterliches Erbe der Großmutter an ihre Schwester Judith von Zutphen.

### Grafen von Ravensberg (1120–1234) und von Sayn (1235–1248)
Judith von Zutphen heiratete Hermann I. von Ravensberg und Calvelage. Aus dieser Verbindung ging Otto I. von Ravensberg († 1170) hervor, welcher sich als erster Graf von Ravensberg nannte. Er war des Öfteren bei Hofe des Herzogs Heinrich des Löwen. Otto I. heiratete Oda von Zütphen, Tochter des Grafen Otto II., welche Erbin der Vogtei Corvey war.
Der Sohn aus der Verbindung Otto I. und Oda von Zütphen war Hermann II., Graf zu Ravensberg. Dieser Hermann wurde 1176 in einer Urkunde, in der Abt Uffo von Grafschaft den Einwohnern von Attendorn das Recht auf eine eigene Wahl ihres Pfarrers verleiht, genannt. Die Urkunde wurde bezeugt von dem Grafen Hermann von Ravensberg und sechs Ministerialen, welche in der Umgebung von Attendorn, Ewich, Hespecke, Ennest usw. wohnten und als Burgmänner auf der Waldenburg dienten. Dieser ging zu den Gegnern Heinrichs des Löwen über und geriet damit besonders gegen Lippe. Gegen Tecklenburg erlitt er eine schwere Niederlage und verlor dadurch viele bischöfliche Lehen und Rechte.
Nach der Erbteilung von 1226 wurde sein Sohn Ludwig († 1249) Graf von Ravensberg-Bielefeld, dessen Bruder Otto II. erhielt Vlotho. Die Ravensberger waren noch 1231 im Besitz des Haupthofes Drolshagen und somit der Waldenburg, was aus einer Sühne mit den Grafen von Tecklenburg hervorgeht. Bereits 1235 wurde jedoch Graf Heinrich von Sayn als der genannt, der das Kloster Drolshagen in ein Zisterzienserkloster umwandelte.
Nach dem Tode des Grafen Heinrich von Sayn im Jahre 1247 fiel die Herrschaft Waldenburg als einst von den Grafen erworbenes Gut an seine Witwe, die Gräfin Mechtild. Diese verkaufte die Herrschaft und das „castrum“ Waldenburg mit den zugehörigen Gütern Drolshagen (mit Ausnahme des dort von ihr und ihrem verstorbenen Manne gestifteten Klosters Drolshagen), Meinerzhagen (mit Ausnahme dessen, was der Abt Convent zu Deutz an dem Walde Grisim hat) und den Wald Ebbegebirge (mit Vorbehalt der Rechte Anderer in demselben) am 13. Januar 1248 an den Kölner Erzbischof Konrad von Hochstaden.

### Erzbischöfe von Köln (1248–1305)

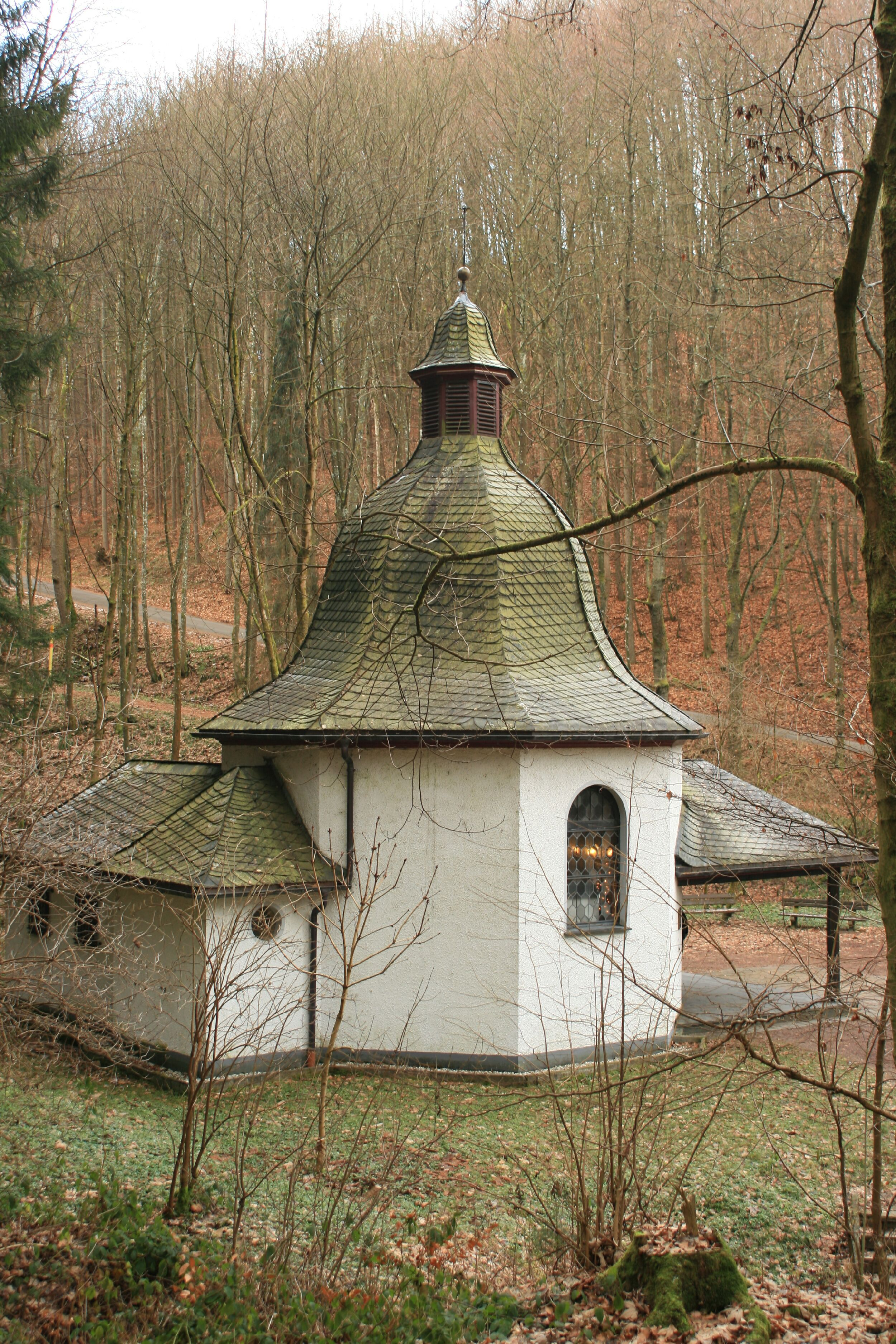
Kapelle Waldenburg

Der Erzbischof von Köln setzte Amtmänner ein, die das Gebiet mit den Kirchspielen Attendorn, Olpe, Wenden, Drolshagen, Elspe, Lenhausen, Valbert und Bilstein von der Waldenburg aus verwaltete, die erste Form der kommunalen Selbstverwaltung in der Region. Als Amtmänner nachgewiesen sind:
- 1258 Johannes de Hurte (von Hörde)
- 1259 Arnold von Elberfeld
- 1289 Konrad von Elberfeld, Sohn des Arnold Amtmann auf Waldenburg
- 1300 Johann I. von Plettenberg

In der Schlacht von Worringen 1288 traten die Grafen von Jülich, Berg und Mark unter der Führung von Herzog Johann I. von Brabant dem Erzbischof Siegfried von Westerburg entgegen und konnten die kölnische Vormachtstellung brechen. Die Auswirkungen für Westfalen waren entscheidend, die alten Widersacher hatten nunmehr die Vorherrschaft gewonnen, auch über die Waldenburg. In einem Sühnevertrag 1289 verzichtete der Erzbischof auf alle Ansprüche, insbesondere auf Entschädigung für erlittene Verluste. Zudem musste er Waldenburg pfandweise dem Grafen Adolf von Berg überlassen, der die Burg an Eberhard von der Mark weiterverpfändete. Durch diese Situation ließ der Erzbischof durch seinen Landmarschall Johann I. von Plettenberg die Burg Schnellenberg instand setzen, um von dort gegebenenfalls Ausfälle in die Mark unternehmen zu können. Daraufhin verstärkte der märkische Drost Rutger von Altena die Waldenburg, der Graf verband sich mit den Herren von Bilstein. Das Gebiet der Stadt Attendorn wurde daraufhin mit zahlreichen Fehden zwischen dem Erzbischof und dem Grafen von der Mark überzogen. Erzbischof Siegfried versprach den Bürgern von Attendorn am 23. Februar 1295, dass ihnen von seinem Marschall in Westfalen und den anderen Amtsleuten niemals Schaden zugeführt werden solle, weil sie ihm beim Bau des Schlosses Schnellenberg behilflich gewesen seien.
Im Bestande des Marschallamts in Westfalen erscheint 1293–1300 bei den Einkünften des Amts Waldenburg Wedekinus Pepersack mit 6 Soester Mark Einkünften als Lehen und Rembold, sein Bruder, mit ebenfalls 6 Mark Einkünften.
Ritter Herbord von Helden verkaufte mit Zustimmung aller seiner Erben am 8. September 1296 dem Ritter Johannes von Plettenberg und seinen Erben das Gericht in Attendorn. Der Erzbischof von Köln verzichtete auf das Gericht und bat, den Ritter Johann von Plettenberg mit dem Gericht zu belehnen. Der Ritter genoss wohl das besondere Vertrauen des Landesherren.
Im Jahre 1300 wurde die Burg vom Erzbischof Wigbold von Holte wieder eingelöst und er bestellte Marschall Johann von Plettenberg zum Drosten des weit ausgedehnten Amtes Waldenburg. Fünf Jahre später bestellte der Erzbischof den Sohn Johann von Plettenberg, Heidenreich von Plettenberg zum Burggrafen von Waldenburg. Dieser überließ dem Erzbischof Heinrich II. von Virneburg 1339 als Gegengabe die Burg Schnellenberg und die Gerichtsbarkeit von Attendorn, die sein Vater angekauft hatte.

### Herren von Plettenberg (1305–1495)

#### 14. Jahrhundert
Nicht weniger als 16 adelige Burgmänner dienten auf der Waldenburg im Jahr 1307, denn sie war für 200 Jahre der Hauptstützpunkt für den Ausbau der kölnischen Landeshoheit im Biggegebiet bis zur Eingliederung der Herrschaft Bilstein-Fredeburg in das Herzogtum Westfalen. Die beiden Hauptburglehen befanden sich um 1307 im Besitz der Familien von Waldenberg und von Drolshagen, doch gelangte das Burglehen der Waldenberger an die Herren von Plettenberg, gegen 1400 auch das Burglehen der Herren von Drolshagen. Damit waren die Herren von Plettenberg die eigentlichen Herren der Burg.  Ab Mitte des 14. Jahrhunderts befanden sich mehrere Burghäuser im Besitz der Linie der Herren von Plettenberg, die zugleich das Herforder Amt Schönholthausen zu Lehen trugen.
Berthold, Edelherr von Büren bekundete am 5. März 1333, dass ihn der Kölner Erzbischof Walram von Jülich für ein Darlehen von 1100 kleinen Gulden zum Marschall von Westfalen ernannt und ihm die Ämter Waldenburg, Menden, Werl, Hovestadt, Brilon, Rüden und Medebach versetzt habe. Heinrich, Edelherr von Grafschaft, machte dem Erzbischof Walram, weil dieser ihm sein Burglehen zu Waldenburg verwehrt hatte, seinen Anteil der Burg Nordenau am 22. Dezember 1338, zum offenen Haus. 1343 war Hermann gnt. Kohle Amtmann auf Waldenburg.
Am 7. September 1358 reversierte Salentin von Sayn dem Erzbischof Wilhelm von Gennep wegen der Amtmannstelle zu Waldenburg, Siegen und Ginsburg und den damit ihm befohlenen Burgen zu Waldenburg, Schnellenberg, Siegen und Ginsburg und der Städte derselben Ämter. In einem Erbteilungsvertrag aus dem Jahr 1362 legten die Brüder Henrich und Arnold von Drolshagen fest, dass beide die Freigrafschaft Hundem gemeinsam besitzen sollten. Als die Freigrafschaft Hundem 1384 von den Brüdern Konrad und Heidenreich von Rüdenberg an Wilhelm Vogt von Elspe und Johann von Plettenberg verkauft wurde, veräußerten sie kurz darauf die Hälfte der Freigrafschaft an Heidenricus von Heygen und Wilhelm von Pepersack weiter, die bisherigen Lehnsträger Hinrik von Drolshagen und de Pepersäcke wurden an die Käufer verwiesen.
Im Jahre 1363 wurde Henr. Advocatus (Vogt) de Elsepe, vom Kölnischen Elekten Adolf II. unter anderem belehnt mit einem Burglehen in Waldenburg, mit zwei Mansus in Hoffkule und mit 12 Morgen Ackers in Helden. Ein Jahr später wurde Hermann de Helden vom Erzbischof Engelbert neben einigen Höfen auch mit einem Burglehen auf Waldenburg belehnt, 1371 Theodericus de Heldene. Letzterer verzichtete auf das Burglehen und sein Enkel Theoderich de Snellenberg wurde 1378 damit belehnt. 1371 wird Franco de Helden mitsamt seinem Bruder Hermann mit dem Burglehen verpflichtet, das jährlich 5 Mark einbrachte und aus dem Amt Drolshagen zu bezahlen war.
Graf Engelbert III. errang von 1364 bis 1368 einen wichtigen Erfolg. Er nutzte die Gelegenheit, das Erbe der Edelherren von Bilstein, die schon in der Auseinandersetzung um Burg Waldenburg auf der märkischen Seite gestanden hatten, im Lande Bilstein und Fredeburg an sich zu bringen. Damit umklammerte märkisches Territorium das Amt Waldenburg im Osten und Westen. Das in kölnischer Hand befindliche Biggetal trennte die Herrschaft Bilstein von der Grafschaft Mark, so dass Bilstein, als es 1365 in den Besitz Engelberts von der Mark gelangte, nicht einfach mit der Grafschaft Mark vereinigt werden konnte. Zudem mussten die Grafen von der Mark über kölnisches Gebiet, um nach Bilstein zu gelangen.
Nachdem die Bedeutung als Landesfeste durch die Herrschaft Bilstein verloren gegangen war, verließen die Burgmänner mit Ausnahme der Herren von Plettenberg die Burg Waldenburg. Hierdurch verwandelte sich die Burg in ein Rittergut der Herren von Plettenberg. Die Lehnsabhängigkeit vom Erzstift Köln geriet in Vergessenheit, so dass die Burg und die zugehörigen Güter, soweit sie nicht von der Äbtissin von Herford zu Lehen gingen, als freies Eigentum der Burgherren galten. 1400 war Johann von Plettenberg Amtmann von Waldenburg.

#### 15. Jahrhundert
1428 wurden Attendorn, Olpe, Waldenburg und Schnellenberg an Heinrich von Sayn verpfändet, des Weiteren im Jahr 1445 und 1449 das Amt Waldenburg. 1442 beschwerte sich Herzog Adolf von Kleve-Mark beim Kölner Erzbischof Dietrich, dass Wilhelm von Plettenberg und sein Bruder Engelbert in das Land Fredeburg eingefallen sind, dort geplündert und die Beute und die Gefangenen auf das Schloss Waldenburg geschleppt haben. Zwei Jahre später bei der Soester Fehde wurde Wilhelm von Plettenberg von den Soestern gefangen genommen und musste sich mit Lösegeld freikaufen. 1459 und 1460 war er wieder an Raubüberfällen in der Soester Börde beteiligt. Ein Jahr später holten die Soester Bürger zu einem Gegenschlag aus. Sie erstürmten die Vorburg, verbrannten die Stallungen und die Küche, konnten aber den festen Turm nicht einnehmen, so dass Wilhelm von Plettenberg dem ihm zugedachten Galgen entging.
Bereits 1453 hatte Engelbert von Plettenberg dem Hermann Pepersack und dem Johann von Ödingen bekannt, für Katharina, Tochter Peters von Werlinchusen (Weringhausen), die den Tilmann von Mullen (Müllen) geheiratet hat, eine Eigenhörige zu schulden. Im selben Jahr wurden Schloss Bilstein und Amt Waldenburg an Johann von Hatzfeld als Unterpfand verpfändet. 1454 wurden Bilstein, Schnellenberg und Waldenburg an Wilhelm von Nesselrode verpfändet.
1455 war Konrad Vogt von Elspe Vertreter der Ritterschaft des Amts Waldenburg bei der Schlichtung des Zünfteaufruhrs in Attendorn.
Am 21. Januar 1456 wurden Rabyn und Hedenrich, Gebrüder van Plettenberg zu Waldenburg genannt, die dem Johann van Bonslede gt. Draume, Dyuist? zu Attendorn, den Heyneman Vrmmen mit Frau und Kindern überlassen.
1458 wurden die Ämter Bilstein und Waldenburg an die Brüder von Hatzfeld verpfändet, welche die Gebrüder von Wilhelm von Nesselrode zum Stein einlösten.
Die Ritter und Städte des Amtes Waldenburg schlossen am 30. September 1462 ein Schutzbündnis (Waldenburger Bündnis) ab, mit dem Zweck, zusammen bei dem Erzstift Köln zu bleiben und sich gegenseitig beizustehen. Zu Vertretern zählten auch Cord Vogt von Elspe und sein Sohn. Das Bündnis der Ritter und Städte des Amtes Waldenburg wurde am 3. Mai 1480 erneuert. Hierzu gehörten die Städte Olpe, Attendorn nebst Kirchspiele, die Freiheit und nachmalige Stadt Drolshagen. Die Kölnischen Anteile am Kirchspiel Valbert sowie die Kirchspiele Wenden, Lenhausen, Babenohl, Ahausen, Schnellenberg, Ewig sowie angeschlossene Ritterschaften. An dieser Urkunde hingen 14 Siegel, die contrahierten Ritter waren: Henrich Hoberg Amtmann zu Waldenburg, Guntermann und Alderich Gebrüder von Plettenberg zu Babenohl, Christoff und Christian von Plettenberg zu Lenhausen, Johan und Herman Gebrüder von Schnellenberg zu Schönholthausen, Jaspar Schüngel zu Schnellenberg, Henrich und Bernd Gebrüder die Vögte von Elspe. Diese sollen sich wechselseitig ihre Häuser öffnen zu Schutz und Trutz, ihre Streitigkeiten unter sich durch Schiedsrichter ausmachen, weil sie alle untereinander verwandt und da der Ritterschaft „eigen Lude mankeinander sitten“ so sollen auch die unter diesen entstehenden Mängel durch die Ritterschaft gebessert werden. Der Amtsbezirk Waldenburg bildete nun ein Ganzes für sich. Fast mit denselben Worten erneuerten Ritterschaft und Städte des Amtes Waldenburg 1530 die alten Bünde von 1462 und 1480.
Engelbert von Plettenberg zu Waldenburg und Barbara, seine Frau, verkauften im Jahre 1469 eine jährliche Rente von 2 Gulden aus ihren Gütern zu Meinkenbracht im Kirchspiel Hellefeld dem Rektor und Vikar des Liebfrauenaltares zu Eslohe und seinen Nachfolgern. Es siegeln die Urkunde Engelbert von Plettenberg, dessen Bruder Wilhelm von Plettenberg und dessen Vetter Heinrich von Plettenberg. Im selben Jahr verpfändet Erzbischof Ruprecht dem Ruprecht von Hatzfeld zu Wildenburg für 14.200 oberländische rheinische Gulden die Ämter und Schlösser Bilstein, Waldenburg und Schnellenberg.

Als Amtmänner sind 1480 Engelbert von Plettenberg und 1482 Johann von Hatzfeld nachgewiesen.

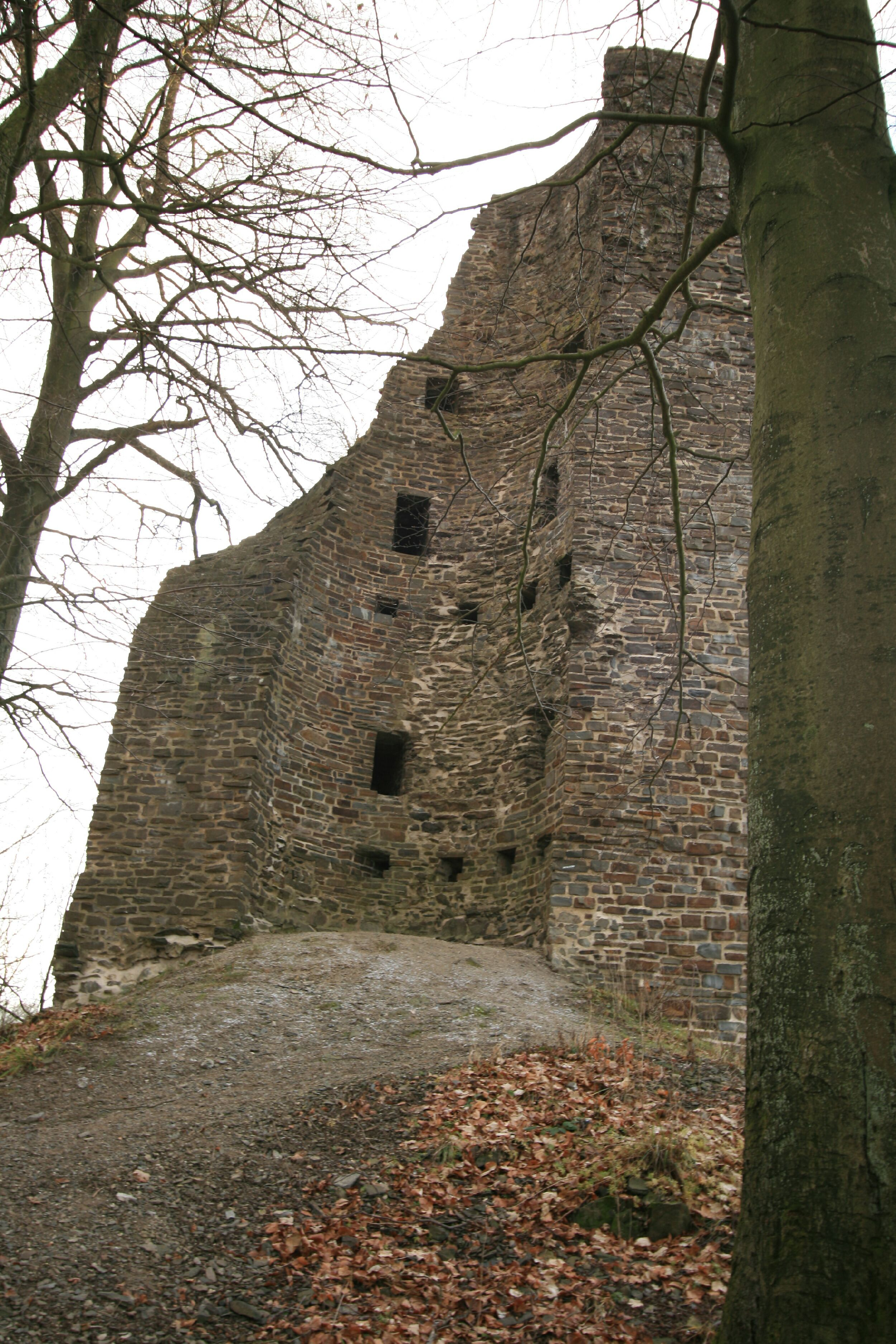
Ruine des großen Turmes

In der Zeit der Herren von Plettenberg waren das Amt und die Burg für gewährte Darlehen verpfändet. So wurde am 5. März 1333 das Amt und die Burg an Berthold, Edelherr von Büren, am 8. Mai 1346 an Johann Herrn zu Reiferscheidt, am 14. November 1356 an die Gebrüder Friedrich und Gerhard von Seelbach gen. Zeppenfeld, am 7. September 1358 an Valentin von Sayn, Herr zu Hoyberg und Valendar, am 4. September 1359 an Ritter Johann von Grafschaft, 1371 an Heinrich von Spiegel, Bischof zu Paderborn, 1378 an Engelbert von der Mark, der es eingelöst hatte, 1404 an Salentin den Alten, Herr zu Isenburg, am 2. Januar 1428 an den Grafen Heinrich von Nassau, Dompropst zu Münster, am 1. Januar 1443 an Dietrich, Graf zu Sayn. Am 15. August 1454 entband Graf Gerhard von Sayn den bisherigen Pfandinhaber der Schlösser Schnellenberg, Bilstein und Waldenburg, ebenso Attendorn und Olpe und die Untertanen vom geleisteten Eid. Am 4. Juli 1454 an Ritter Wilhelm von Nesselrode, Herr zum Stein, am 4. Juni 1458 an die Gebrüder Johann von Hatzfeld und am 20. Januar 1469 an den Ritter Johann von Hatzfeld.

### Familie Hoberg (1495–1542)
Nach dem Aussterben der Linie Waldenburg der Herren von Plettenberg im Jahre 1488 folgte 1495 die Familie Hoberg. Die Burg hatte inzwischen ihre militärische Bedeutung fast ganz verloren und galt nicht einmal mehr als Lehen. Johann Hoberg hatte die Güter des Klosters Herford im Amt Schönholthausen von Plettenberg geerbt und war 1495 mit diesen Gütern belehnt worden.
Noch am 4. Dezember 1529 wird in der Testamentsänderung des Wilhelm Vogt von Elspe zu Schnellenberg Heinrich Hoberg, Herr zu Waldenburg, als Testamentsvollstrecker genannt. Johann Hoberg war scheinbar der letzte Bewohner der Waldenburg, die danach schnell verfiel. Nur wenige Trümmer sind von ihr vorhanden geblieben.
Nach dem Tode des Amtmannes Heinrich Hoberg zu Waldenburg im Jahre 1542 erbten seine Schwester Anna Hoberg, Witwe des Statthalters Franz von Hörde zu Boke bei Paderborn und Klara Hoberg, Frau des Drosten Goswin Ketteler zu Hovestadt die Waldenburg.

### Herren von Hörde zu Boke (1542–1554)
Der erste Sohn des Phillipp zu Boke wurde 1543 für seine Familie und die des Dietrich Ketteler zu Hovestadt mit dem Kloster Herforder Amt Schönholthausen belehnt und starb am 30. August 1572.
Am 22. Januar 1547 stellt die Ritterschaft des Amtes Waldenburg eine Vollmacht auf ihre Brüder, Vettern und Schwäger Johann von Schnellenberg, Eulrich und Christian von Plettenberg und Bernhard Voigt (von Elspe) dahin aus, dass diese sie am 24. desselben Monats auf einem Tage im Capitelshause zu Cöln vertreten sollen, zu welchem sie auf ausgegangene kaiserliche Mandate vom Domkapitel in Cöln geladen waren. Die Vollmacht wurde Namens aller von Guntermann von Plettenberg, Hermann von Schnellenberg, Wilhelm Voigt (von Elspe) und Johan von Oel (Ohle) besiegelt.
In einer Urkunde vom 3. März 1554 werden Anna Hoberg und Dietrich Ketteler, Droste zu Hovestat, Erben des verstorbenen Heinrich Hoberg zu Waldenburg, genannt in einem Schreiben an ihren Vetter von Plettenberg, dass sich der Schulte vom Hause Waldenburg gern mit Anna, Hans Veltmanns Tochter zu Ennest, verheiraten würde. Sie bitten um Wechselung der Braut. Da sich das Feldmanns Gut in Ennest im Besitz des Grafen von Plettenberg befand, musste dieser die Braut, die seine Leibeigene war, freigeben und in die Leibeigenschaft des Hauses Waldenburg übertragen.

### Herren von Ketteler (1554–1576)
Anno 1556 hat Dietrich Ketteler mit Bewilligung des Phillipp von Hörde ein Lehngericht zu Schönholthausen gehalten im Beisein des Jörgen von Eslohe, Richter zu Oedingen als Lehenrichter, der Beisitzer Johan von Schnellenbergh, Dieterich von Plettenberg, Berendt Vogt (von Elspe), Hermann von Schnellenberg, Christian von Plettenberg, Johann von Heygen (Heggen), und Johan von Oell (Ohle).

Erzbischof Adolf I. von Köln ernennt Friedrich von Fürstenberg zu Waterlappe am 14. März 1556 zum neuen Amtmann von Bilstein und Waldenburg. Er beschreibt die Rechte des Amtmanns und spezifiziert dessen Einkünfte sowie Fischerei- und Jagdrecht, Zehnt von allen Brüchten in den Ämtern Bilstein, Waldenburg und Fredeburg, dafür hat er das Recht des Erzstifts in den drei Ämtern zu vertreten, Hand- und Spanndienste zum Haus Bilstein, so viel erforderlich ist, sowie bekommt der Amtmann alle Einkünfte aus den Immobilien, wovon er die Bauten bezahlen soll. Sein Nachfolger im Amte war sein Sohn Kaspar von Fürstenberg, welcher auch die Burg Schnellenberg errichtete. Später erhielt er noch das Amt Fredeburg; somit waren die drei Ämter in einer Hand, was sie bis zur Aufhebung des Herzogtums Westfalen im Jahr 1801 blieben.

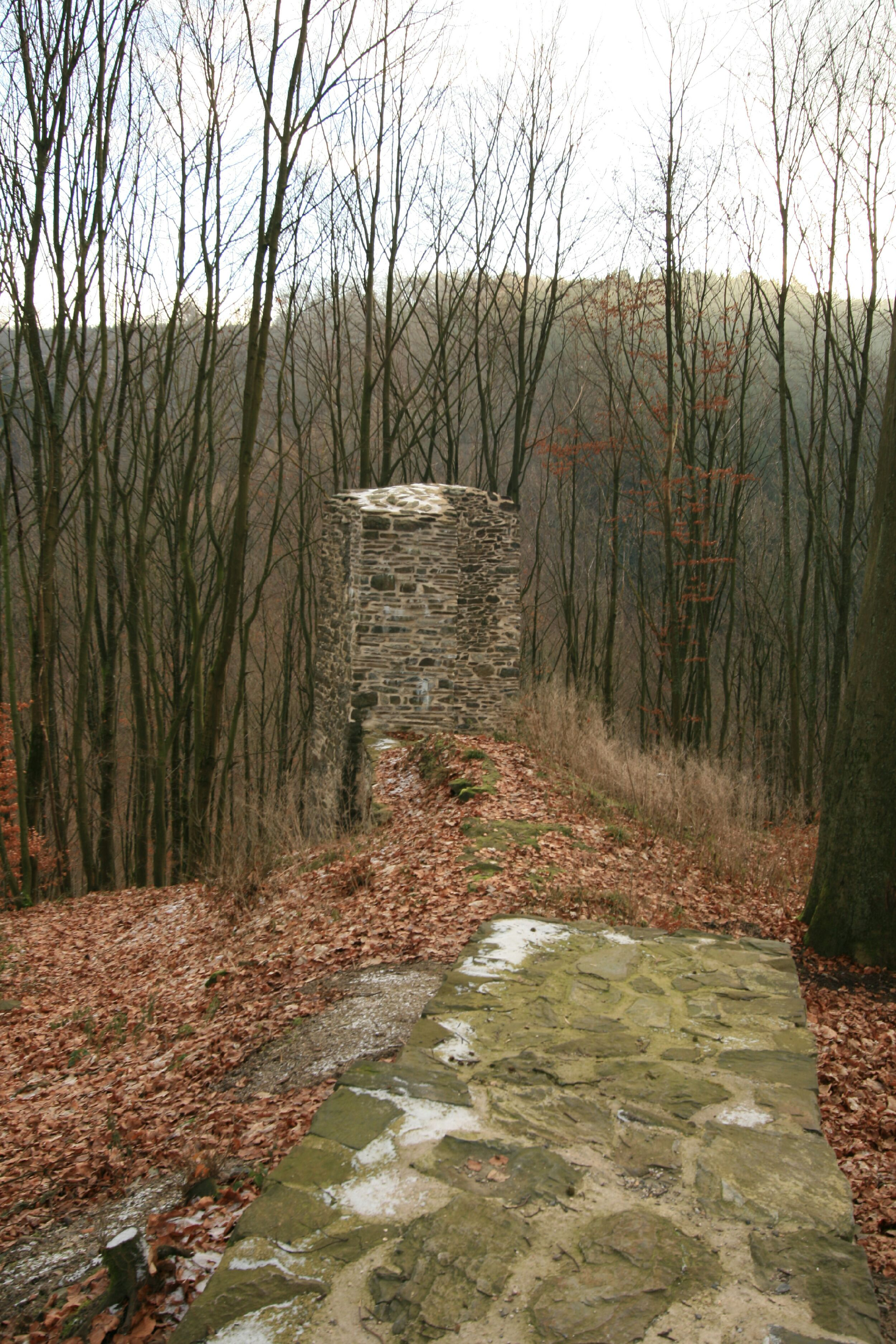
Ruine Waldenburg, Blick nach Süd-Ost

Am 25. Oktober 1564 wurde Friedrich von Fürstenberg zu Waterlappe vom Erzbischof Friedrich von Wied zum kurkölnischen Rat und zum Amtmann der Ämter Bilstein und Waldenburg ernannt und befiehlt ihm, die vorgenannten Ämter zu verwalten. Fürstenberg hat die erzbischöflichen Rechte und Gerechtigkeiten zu bewahren, keine Grenzverletzungen durch die Nachbarn zu dulden und die Rechte der Untertanen zu vertreten und zu verteidigen. Er ist dem Erzbischof und dem Domkapitel bis zur Wahl eines Nachfolgers zum Gehorsam verpflichtet, vom Erzstift hat er jeglichen Schaden abzuwenden und bis zum Tode verschwiegen zu sein. Damit er aus der Verwaltung der Ämter auch einen Nutzen zieht, darf Fürstenberg für die Dauer seiner Tätigkeit als Amtmann sämtliche Einkünfte der Ämter Bilstein und Waldenburg genießen mit Ausnahme der Schweine- und Hammelabgabe. Dafür hat Fürstenberg jährlich 400 Goldgulden an den Erzbischof zu zahlen. Außerdem erhält er für sich und die Dienerschaft die erforderliche Kleidung. Aus der Schuldverschreibung der verstorbenen Eheleute Schüngel über 10.000 Gulden, die Fürstenberg an sich gebracht hat, sollen ebenfalls 400 Gulden Pension gezahlt werden. Darüber hat sich Fürstenberg mit dem Erzbischof verglichen und dahingehend geeinigt, dass Fürstenberg eine jährliche Pension von 100 Goldgulden erhält, solange er Amtmann der Ämter Bilstein und Waldenburg ist. Außerdem erhält er weitere 50 Taler in seiner Eigenschaft als kurkölnischer Rat. Außerdem erhält er die Sommer-Hofkleidung, so, wie diese alle anderen Räte auch erhalten. Der Brüchtenmeister zu Werl, Wilhelm Brandis, wird angewiesen, dem Fürstenberg ab sofort für die Dauer seines Dienstes jährlich 100 Goldgulden auszuzahlen.
1565 war Simon Schulte, Kellner zu Arnsberg, Befehlshaber der Ämter Bilstein und Waldenburg.
Am 14. Februar 1570 wurde Fürstenberg Amtmann von Waldenburg. In der Urkunde übergab Kurfürst Salentin von Köln dem Landdrosten Hennecke Schüngel die von Erzbischof Adolf gemachte Pfandverschreibung auf die Ämter Bilstein und Waldenburg über 10.000 Goldgulden dem jetzigen Besitzer derselben Caspar von Fürstenberg und übergab ihm und seinen Erben obige Ämter zur weiteren Verwaltung.

### Herren von Heiden (1576–1638)

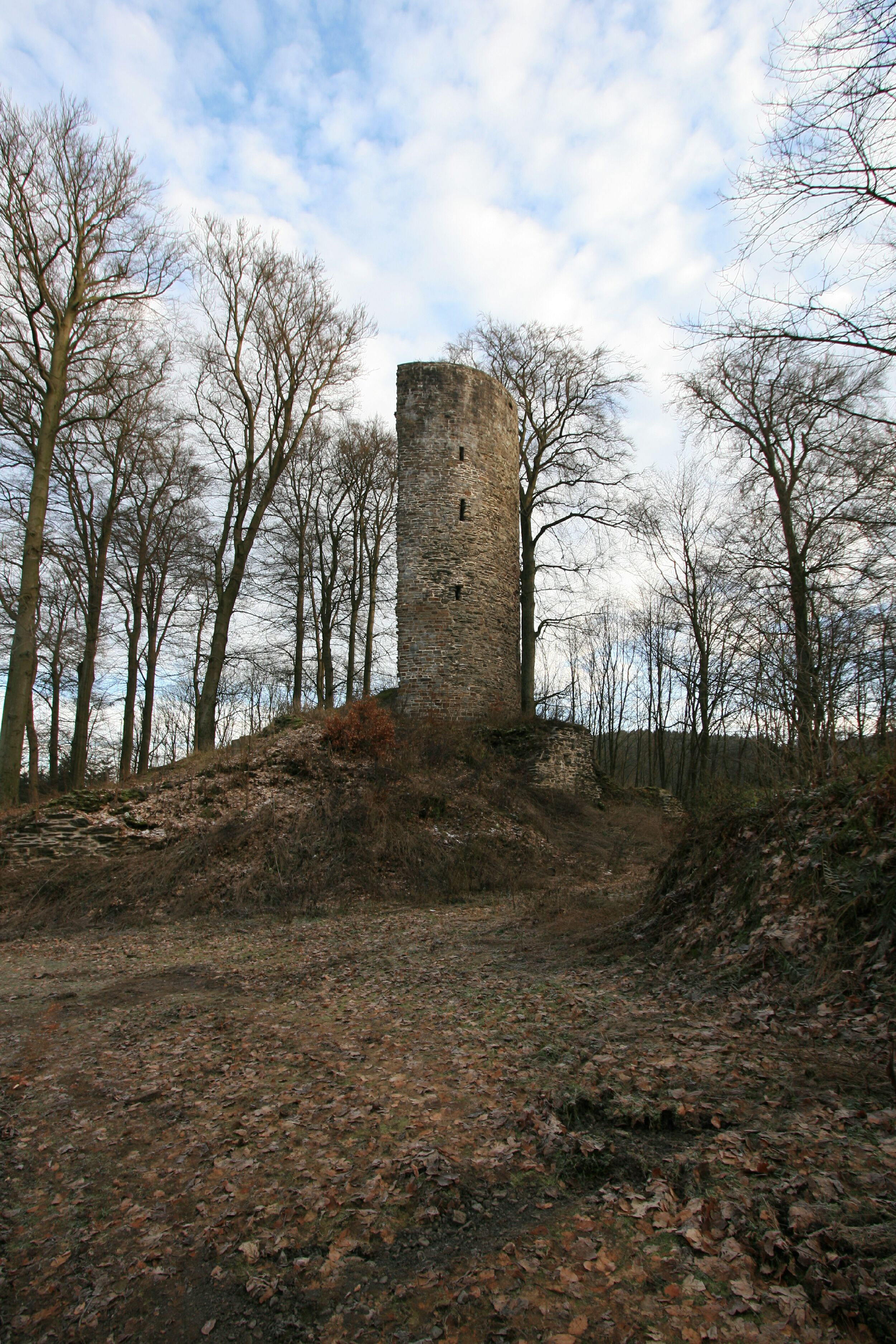
Waldenburg mit Burggraben, Blick nach Osten

Die Familie von Heiden, ein altes westfälisches Rittergeschlecht, war im Erbgang 1576 Besitzer der Burg geworden. Ab 1579 sind die Familie von Heiden zu Bruch bei Hattingen die neuen Burgherren. Diese wohnten nicht mehr selber auf der Waldenburg, sondern ließen Burg und zugehörige Güter durch Verwalter beaufsichtigen. Als neuer Verwalter auf Waldenburg wird am 1. Juli 1611 Johannes Frenkhus zu Olpe, der als Nachfolger des alten Johannes Berve. Dieses geht aus einem Schreiben des Notars Franz Reinhardts zu Werl an seinen Herrn Bernhard von Heiden zu Bruch hervor. Frenkhus sei von guten, ehrlichen und habseligen Leuten in Olpe geboren, habe sich auf unterschiedlichen Schulen und Universitäten gebildet, habe sich auch in der Praxis bewährt, so dass er für das Amt eines Verwalters auf Waldenburg geeignet sei. Falls also Berve abziehen sollte, möge man Frenkhus das Amt übertragen.
Caspar von Fürstenberg teilt Bernhard von Heiden am 27. Juli 1611 mit, dass der waldenburgische Verwalter Johannes de Berven verstorben sei. Er empfiehlt als Nachfolger Adolf Franz von Oell zu Langenei.
Nach dem Aussterben der von Heiden zu Bruch folgte im Jahre 1618 eine Nebenlinie vertreten durch Georg von Heiden zu Schönrath und sein Bruder Johann Dietrich von Heiden, der als Deutschordensritter die Kommende Ootmarsum verwaltete.
Der Kölner Erzbischof Ferdinand von Bayern stellt am 22. Mai 1622 eine Quittung über erhaltene 20.000 Reichstaler aus, welche die Gebrüder Friedrich von Fürstenberg, Droste zu Bilstein und Fredeburg, und Johann Gottfried von Fürstenberg zu Waterlappe und Schnellenberg als Gegenleistung für die erfolgte Belehnung (Manlehen) mit den Ämtern Bilstein und Waldenburg zu zahlen hatten. Die Belehnung mit den Ämtern Bilstein und Waldenburg sowie mit dem Lenneamt durch den Erzbischof und Kurfürst Ferdinand erfolgt noch am selben Tage.
Bernhard von Heyden starb 1628. Sein Bruder Johann Dietrich, Landkomtur des Deutschen Ordens und zum reformierten Glauben übergetreten, beantragte, seinen Besitz Waldenburg gegen die Deutschordenskommende Ootmarsum zu tauschen. Nach einer Schatzungsliste des Jahres 1629 umfasste das ehemalige Amt Waldenburg die Bezirke der späteren Ämter Kirchhundem und Bilstein nebst Teilen des späteren Amtsbezirkes Attendorn, ferner das Biggeamt; das waren die damaligen Gerichte, späteren Ämter Olpe, Wenden und Drolshagen mit der Stadt Olpe. Stadt und Gogericht Attendorn standen außerhalb der Verwaltung und der Gerichtsbarkeit des Amtes Waldenburg. Johann Dietrich von Heyden bekam am 20. April 1635 vom Deutschen Orden die Erlaubnis für den Tausch der Waldenburg, wenn er gleichzeitig sein Amt als Komtur niederlegen und aus dem Orden austreten würde. Durch den Tausch mit dem Deutschen Orden ging Johann Dietrich von Heyden als Begünstigter hervor, wodurch sich der anschließende Rechtsstreit mit dem Deutschen Orden begründen lässt.

### Deutschordensritter (1638–1691)
Im Mai 1638 ergriff der Deutsche Ritterorden Besitz von der Waldenburg. Auf Veranlassung des Landkomturs der Balley Westfalen des Deutschen Ritterordens Rab Luther Schilder wurde am 29. September 1638 auf der Waldenburg in Gegenwart des Christoph von Heyden, Sohn des verstorbenen Bernhard von Heyden vom Attendorner Gografen Dietrich Burghoff eine Schätzung und Inventarisierung des Nachlasses vorgenommen. Hierin wurden die Räume der Burg mit allen Möbeln beschrieben. Johann Dietrich von Heyden starb am 29. August 1669 in Ootmarsum.
Der Deutsche Orden war zu dieser Zeit völlig verweltlicht. Seine Kommenden dienten lediglich dazu, einer kleinen Anzahl jüngerer Söhne des Adels ein sorgenfreies müßiges Leben zu ermöglichen, in dem die Jagd naturgemäß einen breiten Raum einnahm. Jagdstreitigkeiten zwischen den Ordensrittern und ihren adeligen Nachbarn waren deshalb gang und gäbe, so auch hier in Waldenburg.
Nach dem Tod Johann Dietrich von Heydens strebten seine Erben, wohl auf Betreiben ihrer von Fürstenbergischen Verwandtschaft, über einen richterlichen Beschluss die Räumung der Burg an. Wieder wurde eine Inventarisierung der Burg vorgenommen. Dabei fiel auf, dass in den vergangenen Jahren die Größe des landwirtschaftlichen Betriebes zugenommen hatte. Der Rechtsstreit über die Burg ging jedoch in den nächsten Jahren weiter. Erst im September des Jahres 1656 wurde der endgültige Tauschvertrag über die Waldenburg zwischen dem Deutschen Ritterorden und Johann Dietrich von Heiden zu Bruch abgeschlossen, mit allem Zubehör als Allod und das Amt Schönholthausen als Herforder Lehen, dazu zwei Höfe im Kirchspiel Körbecke und 5000 Reichstaler in bar.
Zum neuen Drosten zu Waldenburg wurde am 14. August 1662 Johann Adolf von Fürstenberg von Kölner Kurfürsten Maximilian Heinrich bis zur Großjährigkeit des Maximilian Heinrich von Fürstenberg eingesetzt. Wilhelm von Fürstenberg, Domdechant zu Salzburg und zu der Zeit Gast in Rom, gratulierte 1662 Johann Adolf von Fürstenberg zu seiner Bestallung als Droste der Ämter Bilstein, Waldenburg und Fredeburg. Er soll sich von der Arnsberger Regierung nicht in die Karten schauen lassen; andererseits soll er stets ein reines Gewissen bewahren, damit er seinem Gegenüber stets klar ins Gesicht sehen kann.
Hermann Otto de Baer wurde am 21. Oktober 1670 neuer Komtur in Waldenburg. Er teilte der Abtei Herford mit, dass der bisherige Komtur Eberhard von Dalwig nach Welheim versetzt worden sei und er als Nachfolger sein Amt in Waldenburg angetreten habe. Er bat die Reichsabtei Herford um die Belehnung mit dem zur Waldenburg gehörenden Amt Schönholthausen und die Kollation über die Pfarrkirche Schönholthausen. Gleichzeitig teilt er mit, dass er den Attendorner Bürger Heinrich von der Horst beauftragt habe, für ihn in Herford den Lehnseid zu schwören.
Durch ein Gerichtsurteil vom 13. Juni 1673 wurden die Freiherren von Fürstenberg als Erben der Goda von Fürstenberg, Gemahlin des Bernhard von Heiden zu Bruch endgültig in den Besitz der Waldenburger Güter imitiert. Durch allerlei Prozesse der vergangenen Jahre zwischen den Familien von Heiden zu Bruch und von Heiden zu Schönrath wurde heftigst um die Waldenburg gestritten. Nach langwierigen Auseinandersetzungen verkaufte der Deutsche Orden die strittigen Güter am 8. Dezember 1691 für 31.800 Rtlr. an den Reichsfreiherrn von Fürstenberg zu Schnellenberg, Erbdrosten der Ämter Bilstein, Waldenburg und Fredeburg. Die Äbtissin der Reichsabtei Herford belehnte am 26. September 1690 den westfälischen Verwalter Simon Johann Reesen zu Herford als Bevollmächtigten des Heinrich von Boeselager, Komtur zu Waldenburg, mit dem Amt Schönholthausen nebst Zubehör und der Kollation der Pastorat. Zeugen: Johann Henrich von Wahden und Arnold Gravius.
Als Komturen waren eingesetzt:
- 1651–1652 Henrich von Ittersum
- 1640–1651 Gisbert von der Capellen
- 1656–1662 Dietrich von dem Broel gen. Plaeter
- 1660–1668 Eberhard von Dellwig
- 1670 Hermann Otto de Baer
- 1671–1673 Hermann Otto Baer († 1673)
- 1687 Franz Wilhelm von Fürstenberg
- 1689–1691 Heinrich von Boeselager

### Herren von Fürstenberg 1691–1749
Im 18. Jahrhundert, vermutlich um das Jahr 1712, brannte die Waldenburg nieder. Sie wurde zum Teil wieder aufgebaut, erhielt aber wohl nicht mehr die Ausmaße aus dem Mittelalter. In einem Teil der wiederaufgebauten Stallungen wohnte in den folgenden Jahrzehnten Johann Hardenacke mit seiner Frau und neun Kindern als Aufseher. Wegen nachgewiesener Untreue fiel er offenbar bei Freiherr Clemens Lothar von Fürstenberg in Ungnade, weshalb dieser das Haus Waldenburg einreißen ließ. Damit waren Johann Hardenacke und seine Familie die letzten Bewohner der Waldenburg.
Das Gelände befindet sich immer noch im Eigentum der von Fürstenbergs, seit 1990 ist der Kreis Olpe als Erbbauberechtigter für die Burgruine verantwortlich.

## Touristische Erschließung
Markantestes Überbleibsel der Burg sind Teile des Bergfrieds, der von 1989 bis 1991 vom Kreis Olpe und der Stadt Attendorn, unter finanzieller Beteiligung des Landes Nordrhein-Westfalen, umfassend gesichert und restauriert wurde. Seit 2011 wurden Treppen, Geländer, Bänke und Infotafeln im Bereich der früheren Burg aufgebaut, der Ausblick auf den Biggesee war schon zwei Jahre zuvor freigeschnitten worden. Im Dunkeln wird die Ruine beleuchtet.
Die Ruine ist in das Wegenetz des Sauerländischen Gebirgsvereins eingebunden. Der 16,8 Kilometer lange Zwei-Burgen-Wanderweg verbindet seit 2019 die Waldenburg mit der Burg Schnellenberg, außerdem liegt sie am insgesamt 46 Kilometer langen Bigge-Lister-Weg.